# Seznam nemških arhitektov
Seznam nemških arhitektov.

## A
- Leo von Abbema
- Adolf Abel
- Friedrich Adler (1827–1908)
- Walter Andrae
- Christoph Arnold
- Cosmas Damian Asam
- Egid Quirin Asam (1692–1750)
- Yadegar Asisi
- Fritz Auer
- Heinz Aust

## B
- Rasem Baban
- Georg Bähr
- Dietrich Bangert
- Wolfgang Bangert
- Otto Bartning
- Wilhelm Sophonias Bäumer (1829–1895)
- Willem Bäumer (1903–1998)
- Paul Baumgartner
- Günter Behnisch
- Stefan Behnisch
- Peter Behrens
- Max Berg
- Richard Berndl (1875–1955)
- German Bestelmeyer
- Fritz Bleyl
- Alfred Friedrich Bluntschli (švicarsko-nemški)
- Jean de Bodt
- Dominikus Böhm
- Gottfried Böhm (1920–2021) (kipar)
- Elisabeth Böhm
- Paul Böhm
- Peter Böhm
- Stephan Böhm
- Richard Bohn
- Paul Bonatz
- Karl Bötticher
- Alexander von Branca
- Arno Breker
- Marcel Breuer
- Woldemar Brinkmann
- Georg Heinrich Bürde
- Walter Butzek

## C
- Clemens Wenzeslaus Coudray
- François de Cuvilliés starejši (1695–1768)
- Max Czeike

## D
- Johann Carl Friedrich Dauthe
- Harald Deilmann
- Hermann Dernburg
- Christoph Dientzenhofer
- Johann Dientzenhofer
- Kilian Ignaz Dientzenhofer
- Leonhard Dientzenhofer
- Wilhelm Dörpfeld
- Max Dudler (švicarsko-nem.)
- Martin Dülfer
- Hanns Dustmann
- Werner Düttmann

## E
- Joseph Effner
- Hermann Eggert
- Egon Eiermann
- Wolf-Rüdiger Eisentraut
- August Endell
- Ernst Moritz August Endell
- Hermann Ende
- Carl Ludvig Engel
- Ulrich Ensinger

## F
- Emil Fahrenkamp
- Roderich Fick
- Alfred Fischer (-Essen)
- Johann Michael Fischer
- Ludwig Christian Friedrich Förster
- Theodor Fischer
- Charlotte Frank
- Otto Frei
- William Frishmuth

## G
- Leonhard Gall
- Andreas Gärtner
- Friedrich von Gärtner
- Albert Geul
- Hermann Giesler
- David Gilly
- Friedrich Gilly
- Jörg H. Gleiter
- Adolf Gnauth
- Karl von Gontard
- Johann Friedrich Eosander von Göthe
- Paul Graef
- Heinz Graffunder
- Hans Grässel
- Albin Grau ?
- Wilhelm Grebe
- Alfred Grenander
- Walter Gropius
- Karl von Großheim
- Hans Gugelot

## H
- Rudolf Hamburger
- Wolfgang Hänsch
- Hugo Häring
- Conrad Wilhelm Hase (1818-1902)
- Uta Hassler
- Franz Heberer
- Georg Hauberrisser
- Carl Alexander Heideloff
- Albert Heilmann
- Gustav Halmhuber
- Heike Hanada (*1964)
- Jakob Heilmann
- Otto Heilmann
- Hermann Gottlieb Helmer (nem.-avstrijski)
- Hermann Henselmann (1905–95)
- Johann Jakob Herkomer
- Hans Robert Hiegel
- Ludwig Hilberseimer
- Rudolf Hillebrecht
- Josef Hillerbrandt (1892–1981; oblikovalec)
- Jakob Ignaz Hittorff
- Friedrich Hitzig (1811-1881)
- Carl Hocheder
- Ludwig Hofmann (1852–1932)
- Elias Holl
- Eugen Honig
- Fritz Hoger
- Johann Mathias von Holst
- Franz von Hoven
- Hermann von der Hude
- Carl Humann

## I
- Ernst von Ihne (1848 - 1917)

## J
- Johann Eduard Jacobsthal
- Helmut Jahn
- Jürgen Joedicke
- Heinz Johannes (1901-1945)

## K
- Hermann Kaufmann
- Heinrich Joseph Kayser
- Francis Kéré (iz Burkina Fasa)
- Hugo Keuerleber
- Josef Paul Kleihues
- Leo von Klenze
- Heini Klopfer
- Clemens Klotz
- Georg Wenzeslaus von Knobelsdorff
- Adolf Koch (arhitekt)
- Robert Koldewey
- Richard Konwiarz
- Ferdinand Kramer
- Wilhelm Kreis
- Fritz Krischen
- Günter Kunert

## L
- Carl Gotthard Langhans
- Peter Joseph Lenné
- Hugo Licht
- Kurt Liebknecht (1905–1994)

## M
- Werner March
- Volkwin Marg
- Rudolf Maté
- Ernst May
- Fritz Mayer
- Erich Mendelsohn
- Annette Menting
- Ascan Mergenthaler
- Alfred Messel
- Heinrich Metzendorf
- Adolf Meyer
- Hannes Meyer (Švicar)
- Carl Jonas Mylius
- Bruno Möhring
- Georg Moller
- Georg Muche
- Hans Christian Müller
- Hermann Muthesius
- Carl Jonas Mylius

## N
- Ludwig Neher
- Ernst Neufert (1900–1986)
- Balthasar Neumann
- Georg Hermann Nicolai
- Georg Niemann
- Konrad Nonn

## O
- Edward Oppler
- Frei Otto (1925–2015)
- Johannes Otzen

## P
- Bernhard Pankok
- Peter Parler (nemško-češki)
- Thomas Phifer
- Bruno Paul
- Richard Paulick
- Hans Poelzig
- Matthäus Daniel Pöppelmann
- Manfred Prasser

## R
- Martin Friedrich Rabe
- Roland Rainer (avstr.-nem.)
- Julius Carl Raschdorff
- Lilly Reich (oblikovalka)
- Jana Revedin
- Jens Richter
- Georg Ridinger
- Richard Riemerschmid
- Ludwig Mies van der Rohe
- Alfred Rosenberg
- Sep Ruf
- Franz Ruff
- Ludwig Ruff
- Werner Ruhnau (1922–2015)

## S
- Ernst Sagebiel
- Carl Schäfer (Carl Wilhelm Ernst Schäfer)
- Hans Scharoun
- Johann Emil Schaudt
- Adolf Schill
- Hans Schilling
- Karl Friedrich Schinkel (1781-1841)
- Johann Conrad Schlaun
- Hans Scharoun
- Andreas Schlüter
- Eckart Schmidt
- Friedrich von Schmidt (nemško-avstrijski)
- Hartwig Schmidt
- Johann George Schmidt
- Paul Schmitthenner
- Franz Schneider
- Paul Schneider-Esleben
- Stefan Jan Scholz
- Julius Schulte-Frohlinde
- Axel Schultes
- Paul Schultze-Naumburg
- Karl Schwanzer (1918-1975) (avstrijsko-nem.)
- Franz Heinrich Schwechten (1841–1924)
- Gabriel von Seidl
- Gottfried Semper (1803–1879)
- Alexander von Senger
- Han Slawik
- Albert Friedrich Speer
- Albert Speer
- Albert Speer mlajši
- Volker Staab
- Georg Steenke
- Erwin von Steinbach
- Friedrich Joachim Stengel
- Ernst Scholz?
- Volker Staab
- Vincenz Statz
- Heinrich Strack
- Franz Stuck (1863–1928)
- Fridrich August Stüler

## T
- Friedrich Tamms
- Bruno Taut
- Max Taut
- Heinrich Tessenow/Tessenius
- August Thiersch
- Friedrich von Thiersch
- Carl Tietz (nem.-avstr.)
- Hermann Tilke
- (Luis Trenker 1892–1990)
- Paul Ludwig Troost

## U
- Georg Christian Unger
- Oswald Mathias Ungers
- Georg Gottlob Ungewitter

## W
- Hermann Friedrich Waesemann
- Paul Wallot
- Friderich Waltz
- Walter Wecus
- Friedrich Weinbrenner
- Johann Maximilian von Welsch
- Roland Wittich
- Paul Wolf
- Heinrich Wolff
- Rudolf Wolters
- Max Wrba
- Ernst Wullekopf

## Z
- Karl Zaar
- Januarius Zick
- Dominikus Zimmermann
- Ernst Friedrich Zwirner